# 通安龍屬
通安龍屬（屬名：Tonganosaurus）意為「通安的蜥蜴」，是一屬蜥腳下目真蜥腳類馬門溪龍科恐龍，類似峨嵋龍。化石是一個部分骨骼，發現於中國四川省會理縣通安鎮的益門組地層，但確切年代仍有爭議，通安龍來自第三層位，年代約為侏羅紀早期（普連斯巴奇階，1億8450萬年前）。早了其他馬門溪龍科1500萬年，使通安龍成為該科已知最古老的物種。模式種何氏通安龍（T. hei）是由成都理工大學博物館的李奎、楊春燕、劉建、王正新於2010年命名、敘述，種名紀念長期從事恐龍研究事業的何信祿先生。

## 發現
2007年，成都理工大學博物館根據群眾提供的線索，對四川省會理縣通安鎮的恐龍化石點進行了考察和發掘，獲得了一批新的蜥腳類恐龍化石材料，正模標本（編號MCDUT 14454）現保存於成都理工大學博物館，包括約20個脊椎、完整的右側肩帶和右前肢、左肩胛骨遠端、完整的左右坐骨、左股骨兩端、完整的右後肢，以及零散的10多件背椎神經棘、肋骨、蹠骨、爪骨等。鑑於化石材料採集於同一個地點、各部位骨骼沒有重複、且均成比例，推斷這些材料代表了同一個蜥腳類個體的不同部位，是一隻不太完整的成年個體。根據野外地層剖面的觀察以及1：20萬地質圖的對比，化石產出層位應屬侏儸紀早期益門組中上部，岩性為紫紅色粉砂質泥岩。這些新材料的發現有助於進一步了解侏儸紀早期之末中國西南地區蜥腳類恐龍的多樣性。

## 敘述
骨骼已復原並裝架完畢，骨架實測長11.6公尺，推測活體長12公尺。
通安龍的進階特徵包含：頸椎細長、薦前椎發育側凹、前肢較長，為後肢的80％等；同時也具原始特徵：脊椎骨組織堅實不中空、肱骨和股骨骨幹粗而圓。根據原始蜥腳類主要發現於侏羅紀早期，而進階蜥腳類主要發現於侏羅紀中晚期來看，由於通安龍兼具原始和進階的特點且時代較早，牠的發現對中國西南地區早期蜥腳類的系統演化研究具有重要的意義。
鑑定特徵包含：薦前椎均發育側凹，側凹大而深，但中間無隔板，結構簡單；頸椎細長，神經弓矮，神經棘低，前後延長；後部頸椎及背椎的板狀及坑凹構造均發育；前部背椎後凹型、中部平凹型、後部雙凹型；前部尾椎雙凹型，神經弓矮，神經棘高；脊椎骨組織堅實、不中空；前後肢比值為0.8；肱骨直而粗壯，其長度為股骨的75％，三角脊發育；股骨直而粗壯，第四轉節發育。

## 分類
中國發現的侏羅紀早期（昆明龍、珙縣龍、資中龍）、中期（原頜龍、蜀龍、酋龍、大山鋪龍、文雅龍、峨嵋龍、川街龍、元謀龍、巧龍、克拉美麗龍）、晚期（大安龍、馬門溪龍、蝴蝶龍、天山龍、嘉裕龍）蜥腳類皆與通安龍有很大的差異，足以將通安龍與牠們區別開來建立新屬。通安龍與峨嵋龍有著較多相似之處，包含：頸椎細長；前部頸椎神經棘低長；頸椎的腹嵴、副突發育；薦前椎側凹發育，椎體中部收縮，後部頸椎及背椎的板狀構造及坑窩構造極為發育；前後肢比值為0.8；肱骨和股骨均直而粗壯。根據峨嵋龍歸類於馬門溪龍科，也能將通安龍歸於此科，使通安龍成為目前已知年代最古老的馬門溪龍科物種，也對了解侏儸紀早期四川盆地蜥腳類演化具有一定程度的意義。